# Loba (prenda)
Se llama loba a una especie de balandrán o sotana.
La loba era una sotana de gran holgura con alzacuellos que se ensanchaba en los hombros para caer luego perpendicularmente hasta los pies. No tenía mangas sino dos aberturas laterales para sacar los brazos. 
La loba, que se puede considerar predecesora de la toga, era parte de la indumentaria académica de los estudiantes junto con el bonete y el manteo clerical. Estas prendas formaban los llamados hábitos que si eran de color negro se denominaban hábitos de San Pedro. 
Los manteístas, como se conocía a los estudiantes, estaban sujetos a portar un tipo de indumentaria discreta para impedir distinciones de clase entre compañeros. La utilidad del uniforme se basaba en establecer un elemento identificativo para una sociedad en la que éstos gozaban de cierta reputación. Los colores oscuros (negro, pardo) eran los más habituales, herederos de las órdenes religiosas propietarias de las instituciones educativas. Sin embargo, no había disposición sobre las prendas exactas a portar, sino más bien prohibiciones de materiales, telas y colores que pudieran resultar ostentosas. 